# Sectator
Sectator is een monotypisch geslacht van straalvinnige vissen uit de familie van loodsbaarzen (Kyphosidae).

## Soort
- Sectator ocyurus (Jordan & Gilbert, 1882)